# Horváth József (orvos, 1864–1917)
Horváth József (Beszterec, 1864. augusztus 16. – Beszterec, 1917. november 20.) orvos, országgyűlési képviselő.

## Életútja
1864. augusztus 16-án született Szabolcs megyében, kálvinista nemesi családból. Középiskoláit Beregszászon, Losoncon és Iglón, az orvosi egyetemet Budapesten és Bécsben végezte, 1888-ban szerzett oklevelet. Ezután Kemecsén volt körorvos, majd 1896-ban abbahagyta orvosi gyakorlatát és visszavonult Szabolcs megyei birtokára gazdálkodni. Az 1906. évi általános választások alkalmával a nagyvázsonyi kerület függetlenségi programmal képviselővé választotta. 1910-ben pedig a nyírbogdányi kerület küldte fel az országgyűlésre.
Írásai megjelentek a Debreceni Protestáns Lapban (1903), Az Ujságban (1904) és a Magyarországban (1906–1907).

## Főbb művei
- A Tiszahát érdeke. (Az Ujság, 1904. nov. 25.).